# ダイアナ&マーヴィン
『ダイアナ&マーヴィン』（Diana & Marvin）は、アメリカ合衆国のR&B歌手ダイアナ・ロスとマーヴィン・ゲイが1973年に連名で発表したスタジオ・アルバム。

## 背景
本作の企画は、ゲイのデュエット・パートナーであったタミー・テレルの死去とロスのソロ転向という出来事があった1970年から温められていたと言われ、1971年にレコーディングが開始された。ロスは本作リリース後、『ローリング・ストーン』誌のインタビューにおいて「私達はここ1年半、どの曲がアルバムに選ばれるか分からないまま、本当にたくさんの曲を録音してきたの。実際のところ、どの曲がシングルになるのかも知らされていなかった」と語っている。最終的には、本作のために書き下ろされた曲「噂の二人」が第1弾シングルに選ばれた。
「ユー・アー・エヴリシング」と「ストップ、ルック、リッスン」はいずれも、トム・ベルとリンダ・クリードがスタイリスティックスに提供した曲のカヴァーである。「ドント・ノック・マイ・ラヴ」はウィルソン・ピケットが1971年にヒットさせた曲のカヴァーだが、ロスはこの曲を取り上げることに対し乗り気でなかったと言われる。「マイ・ミステイク」は当時モータウンのスタッフだったグロリア・ジョーンズとパム・ソーヤーの共作で、ジョーンズは同曲のシングル・ヒットと前後してT・レックスに加入した。
なお、ロスとゲイは、モータウン創設者ベリー・ゴーディ・ジュニアに捧げられた1978年のシングル曲「ポップス・ウィ・ラブ・ユー」（両名およびスモーキー・ロビンソン、スティーヴィー・ワンダーの連名）でも共演している。

## 反響
アメリカでは総合アルバム・チャートのBillboard 200で26位に達し、『ビルボード』のR&Bアルバム・チャートでは7位を記録した。ただし、モータウンのディレクターのフィル・ジョーンズによれば、本作のためのプロモーションは「恐らく社史においても最大級」だったとのことだが、最終的なチャート成績は、それに見合わない結果だったと言われる。
イギリスにおける当初のチャート・アクションは鈍く、1974年1月19日付の全英アルバムチャートでは初登場44位にとどまったが、最終的には合計45週チャート入りし、最高6位を記録する大ヒットとなった。日本のオリコンLPチャートでは30週トップ100入りし、最高19位を記録した。

## 評価
ロバート・クリストガウは本作にBプラスを付け「モータウン側が制作した6曲のうち魅力的なのは、アシュフォード&シンプソンによる"Just Say, Just Say"と、ヒット曲"My Mistake"だけである。しかし、この男女デュオは、ベル/クリードによる2曲や、後にシングル・カットされたウィルソン・ピケットの"Don't Knock My Love"で、素晴らしい歌を披露している」と評している。また、Stephen Thomas Erlewineはオールミュージックにおいて5点満点中4点を付け「歴史的名曲は輩出しなかったが、出来栄えは良い」「聴き所は"You're a Special Part of Me"、"My Mistake (Was to Love You)"、"Don't Knock My Love"といったシングル曲だが、穴埋め曲に至るまで、2人の忘れがたいケミストリーに救われている」と評している。

## 収録曲
1. ユー・アー・エヴリシング "You Are Everything" (Thom Bell, Linda Creed) – 3:10
2. ラヴ・トゥインズ "Love Twins" (Mel Bolton, Marilyn McLeod) – 3:32
3. ドント・ノック・マイ・ラヴ（英語版） "Don't Knock My Love" (Wilson Pickett, Brad Shapiro) – 2:23
4. 噂の二人 "You're a Special Part of Me" (Harold Johnson, Andrew Porter, Greg Wright) – 3:41
5. プレッジング・マイ・ラヴ "Pledging My Love" (Don Robey, Ferdinand Washington) – 3:37
6. 愛のひとこと "Just Say, Just Say" (Nickolas Ashford, Valerie Simpson) – 4:15
7. ストップ、ルック、リッスン "Stop, Look, Listen (to Your Heart)" (T. Bell, L. Creed) – 2:57
8. アイム・フォーリング・イン・ラヴ "I'm Falling in Love With You" (Margaret Gordy) – 2:45
9. マイ・ミステイク "My Mistake (Was to Love You)" (Gloria Jones, Pam Sawyer) – 3:00
10. イン・ユア・ライフ "Include Me in Your Life" (M. Bolton, M. McLeod) – 3:12

### 2001年リマスターCDボーナス・トラック
11. - 13.は未発表音源で、14.は1979年4月にモータウンから発売されたオムニバス・アルバム『Pops, We Love You… The Album』(M921)が初出である。
1. アローン "Alone" (Wade Brown Jr., David Brown Jr.) – 3:48
2. ザ・シングス・アイ・ウィル・ノット・ミス "The Things I Will Not Miss" (Burt Bacharach, Hal David) – 3:01
3. アイヴ・カム・トゥ・ラヴ・ユー・ソー・マッチ "I've Come to Love You So Much" (N. Ashford, V. Simpson) – 3:49
4. アイル・キープ・マイ・ライト・イン・マイ・ウィンドウ "I'll Keep My Light in My Window" (Leonard Caston Jr., Terri McFaddin) – 4:27